# ヴォクソール
ヴォクソール (Vauxhall) は、イギリス、ロンドン（グレーター・ロンドン）の南東部ランベス区ノースランベスの地区である。
1889 年にロンドン郡が設立されるまでサリー（州）に属した。
ビクトリア朝時代から 20 世紀半ばまでは産業と住宅が混在する地域であったが、多くは第二次世界大戦後にランベス評議会によって取り壊され、住宅に建てかえられた。近隣のバタシーやナインエルムズと同様に、川沿いの再開発により、かつての工業用地のほとんどが住宅やオフィス スペースに生まれ変わった。

## 地理
ヴォクソールは、ロンドンの中心部から南西に2.1 km、チャリングクロスの南1.5 km 、地下鉄ランベス・ノース駅近くのフレイジャー ストリートにある。テムズ川に隣接し、ピムリコは川の反対側にある。北はランベス地区、北東はケニントン地区。サウス ランベス、ストックウェル、パットモア・エステートはヴォクソールの南にある。道路の多くは、南西本線のヴォクソール駅とバス停の両方があるヴォクソール・クロスと呼ばれる地域で合流する。ヴォクソール・クロスの北東にはヴォクソール・プレジャー ガーデンズがあり、南東にはヴォクソール・パークがある。